# Sarosa notata
Sarosa notata là một loài bướm đêm thuộc phân họ Arctiinae, họ Erebidae.